# Простонародный буддизм
Простонародный (народный, популярный) буддизм — религиозные буддийские представления, распространённые вне монашеской общины, среди мирян, исповедующих буддизм. Включают в себя, помимо традиционных канонических воззрений, добуддийские местные верования, а также упрощённое изложение принципов буддизма, адаптированное под уровень знаний верующих, не искушённых в сложных философских построениях, но всё же основанных на канонических представлениях буддизма о благородном восьмеричном пути.
Доктринальные положения классического буддизма в простонародном буддизме зачастую преобразуются весьма существенно. Например, каноническое отрицание существования души (анатмавада) в народных формах буддизма становится более размытым. В частности, в простонародных буддийских представлениях, распространённых в Китае, принцип анатма  был подвергнут трансформации под влиянием добуддийских автохтонных верований о небесной душе «хунь» (魂) и земной душе «по» (魄), в результате чего возникла идея души как внематериального двойника человека.
В российской буддологии проблема разграничения простонародного и теоретического (схоластического) буддизма была впервые поставлена в трудах О. О. Розенберга. Необходимость строгого разграничения этих двух основных течений О. О. Розенберг обосновывал следующим положением:

Буддизм как эпизод индийской философии и буддизм как народная религия являются двумя течениями в буддизме, которые хотя по времени и параллельны, но имеют каждое свою историю. 
Розенберг в своем труде «Проблемы буддийской философии» разделял простонародный буддизм на три главных течения:
1. Первым течением он считал грубейшие формы буддизма, которые тесно переплетаются с простонародными суевериями, с верой в демонов, в духов сил природы, с верой в чудотворное действие амулетов и т. д.
2. Вторым направлением Розенберг считал буддийские школы, которые отличаются от других верой в Амитабху и в перерождение в его райской земле.
3. В третье течение включались школы различных мистических направлений.